# هاي سبرنغز
هاي سبرنغز (بالإنجليزية: High Springs)‏ هي مدينة أمريكية تقع في ولاية فلوريدا. تبلغ مساحة هذه المدينة 47.9 (كم²)،ويبلغ عدد سكانها 3863 نسمة حسب إحصاء سنة 2010 م 3863.تشير إحصاءات سنة 2000م بأن الكثافة السكانية في هذه المدينة تقدر بـ(80.6) نسمة/كم2 

## أعلام
- تشارلي هاغينز